# Gustav Gröndahl
Gustav Adolf Hjalmar Gröndahl, född 6 november 1907 i Köpings församling i Västmanlands län, död 13 februari 1991 i Västerleds församling i Stockholm
, var en svensk cellist.
Gröndahl studerade vid Stockholms musikkonservatorium 1924–1929 samt för Maurice Maréchal i Paris och Enrico Mainardi i Rom. Han anställdes i Kungliga Hovkapellet 1934 och var konsertmästare där 1941–1957. Från 1941 var han medlem av Kyndelkvartetten. Han var lärare vid Kungliga Musikhögskolan 1948–1973. Gustav Gröndahl invaldes som ledamot 693 av Kungliga Musikaliska Akademien den 15 december 1960 och tilldelades professors namn 1964.
Gustav Gröndahl var son till gjutaren Gustaf Gröndahl och Tora Andersson. Han gifte sig 1936 med Britta Gröndahl (1914–2002), dotter till kamrer Hans Maartman och Dagmar Tideman. De fick barnen Birgitta (född 1942), Ulla (född 1945) och Anna Karin (född 1950).